# Муткенова
Мутке́нова (каз. Мұткенов) — село у складі Актогайського району Павлодарської області Казахстану. Адміністративний центр Муткеновського сільського округу.
Населення — 842 особи (2021; 1054 у 2009, 1226 у 1999, 1217 у 1989).
Національний склад станом на 1989 рік:
- казахи — 61 %.

Станом на 1989 рік село називалось Мулявське.